# Tronzano Lago Maggiore
Tronzano Lago Maggiore (lombardul: Tronzan vagy Tronscian) település Olaszországban, Varese megyében. Lakosainak száma 233 fő (2023. január 1.). Tronzano Lago Maggiore Maccagno, Pino sulla Sponda del Lago Maggiore, Brissago, Cannobio és Maccagno con Pino e Veddasca községekkel határos.

## Népesség
A település népességének változása:
| Lakosok száma | 241  | 236  | 233  |
|               | 2017 | 2018 | 2023 |